# Torrecilla (Álava)
Torrecilla es un despoblado que actualmente forma parte del concejo de Villabezana, que está situado en el municipio de Ribera Alta, en la provincia de Álava, País Vasco (España).

## Toponimia
A lo largo de los siglos ha sido conocido también con el nombre de Torreciella.

## Historia
Documentado desde 1025 (Reja de San Millán), se desconoce cuándo se despobló.